# Battlefield 2 : Forces spéciales
Pour les articles homonymes, voir Forces spéciales (homonymie).
 (décembre 2018).
Si vous disposez d'ouvrages ou d'articles de référence ou si vous connaissez des sites web de qualité traitant du thème abordé ici, merci de compléter l'article en donnant les références utiles à sa vérifiabilité et en les liant à la section « Notes et références ».
Battlefield 2 : Forces spéciales (titre original : "Battlefield 2: Special Forces") est un jeu vidéo, l'extension officielle de Battlefield 2 (de la franchise Battlefield). Il est sorti entre le 20 et le 30 novembre dans les pays francophones européens et aux États-Unis, mais a été annoncé le 14 juillet 2005. Il utilise le même moteur de jeu que Battlefield 2. Il fait s'affronter les SAS britanniques, les Navy SEAL américains, les Spetsnaz russes, les insurgés, les rebelles et les forces spéciales de la Coalition du Moyen-Orient. Il inclut donc de nouvelles armes, de nouvelles armées et de nouvelles cartes de jeu. Il demande un brin plus de ressource que son grand frère Battlefield 2, car il inclut certains effets graphiques comme des cartes de nuit, des grenades flash et lacrymogènes, la vision nocturne…

## Environnement scénaristique et graphique
Battlefield 2 : Forces spéciales vient compléter Battlefield 2 dans une guerre du début du XXIe siècle. 6 armées différentes s'affrontent, mais certaines ne se rencontrent jamais. Au menu : Navy SEAL américains, SAS britanniques, Spetsnaz russes, forces spéciales de la Coalition du Moyen-Orient, les rebelles et les insurgés. Les théâtres d'opération se situent en Russie, dans le Moyen-Orient, dans des ports et sur des îles. Là encore, les États-Unis ne doivent pas affronter d'autres nations sur leur territoire, ni les SAS britanniques.
Les décors sont assez variés. On a des cartes de nuit ou bien de jour. Certaines cartes comprennent de l'eau, d'autres se passent sur la terre ferme. Il y a des décors urbains, des bases désaffectées, des ruines, des ports… Les joueurs ont à leur disposition des véhicules comme des buggys, des quads, des hélicoptères, des jets-skis ou des bateaux, ainsi qu'un nouveau char d'origine russe. Contrairement à Battlefield 2, il n'y a pas d'avions car cette extension met en avant le jeu d'équipe et l'infanterie. Pour finir, les graphismes sont très réussis, mais nécessitent une configuration puissante : bonne carte graphique, de la mémoire vive, car on trouve des effets lacrymogènes, la vision nocturne, des cartes de nuit, des grenades flash… . Concernant les nouvelles armes, il faut savoir que cet add-on offre principalement des armes d'infiltrations telles que le grappin (permettant d'accéder rapidement à une surface situé en hauteur), la tyrolienne (servant principalement à rejoindre le sol très rapidement et en toute sécurité), la grenade flash (permettant d'étourdir l'ennemi via un effet aveuglant lors de l'explosion) ainsi que le gaz lacrymogène (semant la confusion pour l'adversaire en rejetant une substance engendrant la toux et des troubles de la vue de façon temporaire).

## Cartes de jeu
Forces Spéciales ne reprend pas les cartes de Battlefield 2, mais se base sur ses nouvelles cartes. Certaines sont de nuit, d'autres de jour. Elles sont disponibles en version 16, 32 ou 64 joueurs sur internet (uniquement 16 joueurs en mode solo), et peuvent être de nuit ou de jour.
- L'Hospice du Diable (Devil's Perch) → De nuit, Navy SEAL contre Forces spéciales CMO / au large des côtes libanaises

Les Navy SEAL prennent d'assaut une île au large des côtes libanaises, tenue par les forces spéciales de la CMO, car les renseignements américains soupçonnent la Coalition d'y cacher une base d'espionnage sur les pays de l'Union européenne.
- La Ville fantôme (Ghost Town) → De jour, SAS britanniques contre Spetsnaz russes / sur la mer Caspienne

Des documents secrets ont été retrouvés sur une ville et une plate-forme pétrolière de la mer Caspienne. Les Spetsnaz russes ont pour mission de les retrouver. Mais les SAS ont été avertis et ont bien l'intention de les récupérer. Alors, dans quelles mains tomberont ces documents secrets ?
- Vol du Nuit (Night Flight) → De nuit, SAS contre Insurgés / en Syrie

En Syrie, les insurgés ont pris possession d'un aéroport, pour assurer leur ravitaillement. Les SAS britanniques doivent reprendre l'aéroport pour compromettre les plans de ces terroristes.
- L'Arme du Pauvre (Mass Destruction) → De jour, Spetsnaz russes contre Rebelles / Sud de la Russie

Les Russes se rendent compte d'une présence dans une ancienne usine chimique désaffectée du sud de la Russie. Ils découvrent que les rebelles sont sur le coup. Pour contrer cette menace d'armes chimiques, les Spetsnaz doivent reprendre le contrôle de l'usine.
- Le Sabotage (Surge) → De jour, Spetsnaz russes contre Rebelles / Kazakhstan

Les rebelles, plus malins que jamais, ont pris possession d'une ancienne base de lancement de missiles russes, au Kazakhstan. Le risque d'envoie d'une bombe à grande puissance est trop important pour être ignoré. Donc, les russes réagissent en envoyant leurs unités spéciales, les Spetsnaz.
- Le Seigneur de Guerre (Warlord) → De jour, SAS contre insurgés / Fallujah, Irak

Un seigneur islamiste à la solde des insurgés résiste encore et toujours aux forces britanniques. Afin de continuer leur avancée, les Britanniques envoient leurs unités du SAS pour tuer définitivement ce seigneur, dans son palais.
- L'Alligator de Fer (Iron Gator) → De jour, Navy SEAL américains contre Forces spéciales CMO / dans un porte-avions américain

Les porte-avions américains sont une énorme menace pour les forces de la CMO. Aussi, quelle aubaine lorsque "l'Alligator de Fer" passe près de leurs côtes ! Ni une, ni deux, les forces spéciales orientales doivent prendre le contrôle de l'engin. Une forte opposition les attend cependant.
- Leviathan (Leviathan) → De nuit, Navy SEAL américains contre Forces spéciales CMO / dans le golfe Persique

Dans le golfe Persique, les Américains possèdent une base de réparation de sous-marins nucléaires. La CMO voit bien la catastrophe pour les Américains s’ils venaient à exploser. Elle envoie donc ses forces spéciales, qui rencontreront cependant la résistance des Navy SEAL.

## Armes
Deux nouvelles armes
Les armes dans Battlefield 2 Forces spéciales sont les mêmes que celles de Battlefield 2 sauf pour deux sortes de classes.
- - FN SCAR-L pour les Forces Spéciales.
  - FN SCAR-H pour les Assauts.